# 神崎三益
神崎 三益（かんざき さんえき/さんます、1897年（明治30年）10月19日 - 1986年（昭和61年）7月27日）は、日本の医学者・教育者であり、日本赤十字武蔵野短期大学学長、日本赤十字常任理事、アジア病院連盟会長を務めた。また、日本病院協会会長として当時開業医中心の日本医師会に対抗した。岡山県高梁市出身。

## 経歴

### 生い立ち
1897年（明治30年）岡山県上房郡有漢村（現：高梁市）神崎秀甫の三男として出生する。その後、地元の旧制岡山県立高梁中学校（現・岡山県立高梁高等学校）に入学した。同期に、明治大学学長を務めた小出廉二、東京帝国大学教授で経済学の宇野学派を率いた宇野弘蔵、第一次日本共産党の西雅雄、キリスト教伝道師で内務官僚の松田享爾、関西大学法学部教授になる高木益郎がいた。1915年（大正4年）同校を卒業し、岡山市内にある旧制第六高等学校へ入学する。六校を1918年（大正7年）に卒業すると、同年、東京帝国大学医科大学へ進学し、1922年（大正11年）東大を卒業する。

### 日本赤十字職員として
東大卒業後、直ちに日本赤十字社へ内科医師として就職し、1935年（昭和10年）に日赤系列の秋田支部病院長となる。1949年（昭和24年）武蔵野赤十字病院長を務めた後、日本病院協会は1970年（昭和45年）3月の役員改選で、橋本寛敏第２代会長の勇退が決まり、後継者に神崎が指名された。

#### 会長時代の功績
1971年（昭和46年）、日本病院協会会長であった神崎は、日本の医療制度の転換期において中心的な役割を果たした。この年、日本病院協会と全日本病院協会との統合の機運が高まり、両団体は連携強化を目的とした「病院協会連絡会」を設置した。背景には、全日本病院協会内で日本医師会との経済闘争路線への懐疑が高まり、両協会の合同が病院の利益を守る最良の道とする機運が高まっていた。神崎らの尽力により、両協会は研修や資料交換、会員の相互加入など多岐にわたる協力事項を確認し、協力体制を正式に発足させた。
同年、日本医師会が診療報酬問題をめぐり、保険医の総辞退を決行。これに対し、日本病院協会は国民医療の維持を優先し、辞退には加わらない姿勢を表明した。この対応は、神崎が病院団体として独自の立場を確立しようとする姿勢を示すものであり、また両協会統合の契機ともなった。神崎は厚生大臣に対し、病院団体の意見を審議会へ反映させるよう要望し、病院経営の安定を図る診療報酬改定の必要性を訴えた。また、同年には「病院ニュース」の創刊や、新たな委員会の設置など情報発信と政策提言の強化も図られた。特に、病歴士の資格制度と通信教育に関する取り組みは、医療職の専門性向上への貢献として注目された。
神崎の国際的な活動も展開された。彼はアジア病院連盟の結成に深く関与し、フィリピンでの発会式では日本代表として登壇。また、国際病院連盟（IHF）の常任理事にも選出され、グローバルな医療連携の一翼を担った。これにより、日本の病院経営と医療制度が国際的な潮流と接続する契機が形成された。さらに、学術面では第21回日本病院学会が名古屋で開催され、従来の機器展示を分離した形で「ホスピタルショウ」が新設された。これは展示を一般公開とし、10万人を超える来場者を集める成功を収めた。以後、ホスピタルショウは日本の病院業界を代表する展示会として定着する。
また、1971年には、日本病院協会を象徴する旗章の制定も行われ、JHAの文字をあしらったデザインが採用された。この旗は学会や公式行事で用いられ、協会の統一的なイメージ形成に寄与した。神崎の指導の下、日本病院協会は病院経営の近代化、情報発信の整備、国内外での連携強化に取り組み、病院が担うべき社会的・制度的役割の確立に努めた。1971年はその礎を築く画期的な年であり、神崎のリーダーシップは日本の医療制度改革における重要な転換点を形作った。

#### 会長引退
1973年（昭和48年）5月16日、東京で開催された第23回日本病院学会を機に、日比谷国際ビル日本倶楽部で第5回アジア病院連盟会議が開かれた。この会議で、2代目会長に神崎が満場一致で推薦された。神崎氏の会長就任に伴い、事務局長には落合勝一郎氏が推された。そして、1974年（昭和49年）3月28日、役員改選に伴い神崎は会長職を勇退し、新しく東陽一が第4代会長に就任した。
その後、1986年7月27日、神崎は死去した。享年88歳であった。